# Євдокія Меліссеніса
Євдокія Меліссеніса (*Ευδοκία, д/н  —бл. 775) — візантійська імператриця.

## Життєпис
Походила з аристократичного роду Меліссенів. Після 752 року стала третьою дружиною імператора Костянтина V, що викликало невдоволення православної церкви. Народилися у шлюбі 6 дітей. У 769 році оголошена Августою, два старших сини — цезарями, третьому синові надано титул нобіліссіма. Сприяла посиленню свого роду, накопиченню статків та титулів.
На відміну від чоловіка належала до партії іконошанувальників, підтримувала монастирі (навіть за гоніння імператором ченців), насамперед монастир Святого Анфуза Мантінеонського. Невідомо, коли саме померла Євдокія — перед смертю чоловіка-імператора у 775 році або після цього.

## Родина
Чоловік — Костянтин V, імператор.
Діти:
- Никифор (756/758 — після 812), цезар
- Анфуза Молодша (757—809), черниця
- Христофор (д/н—після 799), цезар
- Микита (д/н—після 799), нобіліссім
- Антим (д/н—після 799), нобіліссім
- Євдоким (д/н— після 799), нобіліссім